# جامعة ستافانغر
جامعة ستافانغر (بالإنجليزية: University of Stavanger)‏‏ (UiS) هي جامعة تقع في مدينة ستافانغر جنوب النرويج، وتأسست سنة 2005. خلال سنة 2014 كان يدرس بالجامعة 10,100 طالب يُشرف على تَدريسُهم 1,300 أستاذ. وتتكون الجامعة من ثلاث كليات، من بينهم اثنتان من المراكز الوطنية للخبرة ومَتحف علم الآثار.
وتقدم الجامعة درجة الدكتوراه في القراءة الكتابة، إدارة المخاطر والسلامة المجتمعية، علوم التربية، الصحة والطب، الإدارة والاقتصاد والسياحة، علم الاجتماع والخدمة الاجتماعية، الثقافة والمجتمع، الكيمياء والعلوم البيولوجية، التكنولوجيا البحرية، تكنولوجيا البترول، إدارة المخاطر والمجتمعية بالسلامة التقنية، تقنية المعلومات، الرياضيات، والفيزياء.
أصبحت الجامعة عُضواً في رابطة الجامعات الأوروبية (ECIU) منذ أكتوبر 2012.

## الكليات

### كلية الآداب والتربية
- قسم التربية وعلم الرياضة.
- قسم التربية والتعليم في مرحلة الطفولة المبكرة.
- قسم الدراسات الثقافية واللغات.
- قسم للموسيقى والرقص.
- مركز البحوث السلوكية.
- المركز الوطني للتعليم القراءة والبحث.

### كلية العلوم الاجتماعية
- إدارة الإعلام والثقافة والعلوم الاجتماعية.
- قسم الدراسات الاجتماعية.
- قسم الدراسات الصحية.
- مدرسة النرويجية في إدارة الفنادق.
- قسم إدارة الأعمال.

### كلية العلوم والتكنولوجيا
- قسم هندسة البترول.
- قسم الهندسة الكهربائية والحاسوب.
- قسم الرياضيات والعلوم الطبيعية.
- قسم الهندسة الميكانيكية والهندسة الإنشائية وعلوم المواد.
- قسم الاقتصاد الصناعي، وإدارة المخاطر والتخطيط.

## من مشاهير الخريجين
هادية طاجيك (سياسية ووزيرة سابقة من حزب العمال النرويجي)

## وصلات خارجية
- الموقع الإلكتروني